# Fouad Laroui
Fouad Laroui (Oujda, Marokko, 12 augustus 1958) is een Nederlands auteur, universitair docent en econometrist van Marokkaanse origine die sinds 2001 ook in het Nederlands publiceert.

## Levensloop
Laroui ging, tien jaar oud, naar het Franstalige lyceum in Casablanca. Frans was de voornaamste voertaal in het gezin waarin hij opgroeide, samen met acht broers en zusters. Op zijn negentiende ging hij naar Frankrijk om te studeren. Hij studeerde af in de wiskunde, natuurkunde en later civiele techniek in Parijs aan de École Nationale des Ponts et Chaussées. Hij werkte een paar jaar als ingenieur in Marokko, maar vertrok in 1989 opnieuw naar Parijs,  specialiseerde zich in de econometrie en promoveerde.
In 1990 accepteerde hij een uitnodiging van de Universiteit van Amsterdam om zich als onderzoeker verder te bekwamen in deze discipline. Hij leerde zichzelf Nederlands door het lezen van de krant met een woordenboek ernaast en het kijken en luisteren naar televisiespelletjes waarbij hij telkens de woorden van deelnemers herhaalde. Voor verder onderzoek vestigde Laroui zich voor drie jaar in Engeland, in Cambridge en York, maar voelde zich in Nederland het beste thuis. Hij vestigde zich definitief in Nederland en verwierf in 1995 de Nederlandse nationaliteit. Hij woont sindsdien in Amsterdam waar hij eerst economie en milieuwetenschap aan de Vrije Universiteit te Amsterdam doceerde. Sinds 2006 doceert hij Franse letterkunde aan de Universiteit van Amsterdam, waar hij tussen 2006 en 2008 ook Arabische Cultuurkunde doceerde. In 2005 was hij verbonden aan het Instituut voor Milieuvraagstukken van de faculteit der Aard- en Levenswetenschappen van de Vrije Universiteit. Naast zijn wetenschappelijke loopbaan ontwikkelde hij zich tot schrijver.
Door #MeToo-beschuldigingen die door de Klachtencommissie gedeeltelijk gegrond zijn verklaard, gepubliceerd in 2020 is Laroui in 2021 van zijn werkzaamheden ontslagen door de Universiteit van Amsterdam.
Laroui is schrijver van onder andere romans, korte verhalen en een dichtbundel. In 2001 verscheen tijdens de Boekenweek zijn eerste direct in het Nederlands geschreven publicatie, het humoristische essay Vreemdeling: aangenaam. Hij heeft zich laten inspireren door zijn favoriete schrijver Sartre.
Laroui is literair verslaggever voor het weekblad Jeune Afrique en schrijft voor het vaktijdschrift Economia.

## Prijzen en nominaties
- Zijn debuutroman Les dents du topographe werd in Frankrijk in 1997 bekroond met de Prix Découverte Albert-Camus.
- Verbannen woorden is zijn debuut als dichter in het Nederlands taalgebied, deze bundel werd in 2002 genomineerd voor de C. Buddingh'-prijs voor nieuwe Nederlandse poëzie.
- Voor zijn gehele oeuvre ontving Fouad Laroui de E. du Perronprijs 2002.
- Voor zijn verhalenbundel L'Étrange Affaire du pantalon de Dassoukine kreeg hij in 2013 de Prix Goncourt de la Nouvelle.
- Voor zijn roman Les Tribulations du dernier Sijilmassi kreeg hij in 2014 de Grand Prix Jean Giono.
- In 2014 kreeg hij de Grande médaille de la francophonie van de Académie française.

## Publicaties (incompleet)
- 1996 - Les dents du topographe (vert. De tanden van de topograaf, 2002)
- 1998 - De quel amour blessé (vert. Judith en Jamal, 2001)
- 1999 - Méfiez-vous des parachutistes (vert. Kijk uit voor parachutisten, 1999)
- 2000 - Le Maboul
- 2001 - Vreemdeling: aangenaam (essay; Nederlandstalig debuut)
- 2001 - La meilleure façon d'attraper les choses (kinderboek)
- 2002 - Verbannen woorden (poëzie; in het Nederlands geschreven)
- 2002 - Chroniques des temps déraisonnables
- 2002 - L'Oued et le Consul; Et autres nouvelles
- 2003 - La fin tragique de Philomène Tralala (vert. Het tragische einde van Philomène Tralala, 2005)
- 2004 - Tu n'as rien compris à Hassan II
- 2004 - De uitvinding van God en andere verhalen (vert. uit het Frans)
- 2004 - Hollandse woorden (poëzie)
- 2006 - De l’islamisme. Une réfutation personnelle du totalitarisme religieux (gelijktijdig verschenen vertaling: Over het islamisme. Een persoonlijke weerlegging, oktober 2006)
- 2006 - L'Oued et le Consul, korte verhalen
- 2006 - Requiem voor De Eerste Generatie (in het Nederlands geschreven)
- 2008 - La femme la plus riche du Yorkshire; De rijkste vrouw van Yorkshire (2009)
- 2009 - Le jour où Malika ne s'est pas mariée; De dag dat Malika niet trouwde (2010), verhalen
- 2010 - Une année chez les Français, roman, genomineerd voor de Prix Goncourt 2010. Vertaling: De kleine bedrieger: een jaar bij de Fransen (2012)
- 2010 - Des Bédouins dans le polder : histoires tragi-comiques de l'émigration. Vertaling: Poldermarokkanen: tragikomische verhalen over emigratie (2011)
- 2011 - Le Drame linguistique marocain, essay
- 2011 - La vieille dame du riad
- 2012 - L'étrange affaire du pantalon de Dassoukine (Prix Goncourt de la nouvelle 2013)
- 2012 - Le jour où j’ai déjeuné avec le Diable
- 2014 - Une lecture personnelle d’Averroès (Editions universitaires d’Avignon), 2014
- 2014 - Les Tribulations du dernier Sijilmassi, roman (Prix Jean-Giono 2014)
- 2015 - Les noces fabuleuses du Polonais
- 2016 - Ce vain combat que tu livres au monde, roman
- 2017 - L'insoumise de la Porte de Flandre, roman
- 2018 - Dieu, les mathématiques, la folie, essay